# Victor Marx
Pour les articles homonymes, voir Marx.
Victor Marx (10 octobre 1872, Bad Homburg vor der Höhe, Province de Hesse-Nassau, Empire allemand - 25 février 1944, Périgueux) est un rabbin français, d'origine allemande, longtemps en poste à Strasbourg qui devient rabbin de Périgueux durant la Seconde Guerre mondiale. Il a pour adjoint et successeur, en février 1944, le rabbin Elie Cyper déporté.

## Éléments biographiques
Victor Marx est né en octobre 1872 à Bad Homburg vor der Höhe, Hesse, Allemagne.
Il est l'élève du rabbin Zacharias Wolff,, directeur de l'école rabbinique préparatoire à Colmar.

### Le séminaire de théologie juive de Breslau
Victor Marx étudie au séminaire de théologie juive ("Jüdisch-theologisches Seminar") de Breslau (aujourd'hui connu comme Wrocław, en Basse-Silésie, en Pologne). Il y obtient un doctorat.
Il est un des rares étudiants à obtenir le diplôme rabbinique à Strasbourg par les Grands-rabbins des trois départements annexés.

### Rabbin de Westhoffen (Alsace)
De 1891 à 1902, Victor Marx devient en 1891 le rabbin de Westhoffen (Bas-Rhin).
Il écrit des éditoriaux hebdomadaires dans le Wochenblatt.
Il se marie en 1900.

### Strasbourg
En 1910, la position d'adjoint au Grand-rabbin de Strasbourg est "officiellement" créée. Victor Marx devient rabbin adjoint du Grand-rabbin de Strasbourg Adolphe Ury (1849-1915) (de 1900 à 1915), puis de trois autres Grands-rabbins de 
Strasbourg, Émile Lévy (de 1916 à 1918), Isaïe Schwartz (de 1919 à 1939) et René Hirschler (1939).
Il est aumônier des hôpitaux.
Victor Marx est rabbin de la Synagogue consistoriale du quai Kléber (Strasbourg 1898-1941).

### Seconde Guerre mondiale
En 1939, lorsque la ville de Strasbourg est évacuée, Victor Marx devient le rabbin de Périgueux et de la Dordogne.
En août 1940, Elie Cyper devient le « rabbin des réfugiés » à Dole, dans le Jura, et est adjoint en décembre de la même année au rabbin de Périgueux, Victor Marx, débordé par l'influx de 12 000 repliés en Dordogne,.
Le Grand-rabbin de Strasbourg René Hirschler, nommé en 1939, lui aussi replié, travaille de concert avec Victor Marx et Elie Cyper, pour le bénéfice de la communauté.
Elie Cyper succède comme rabbin de Périgueux au rabbin Victor Marx, à la mort de ce dernier, en février 1944.

## Honneurs
Les archives de la Communauté Israélite de Strasbourg se trouvent dans la salle Victor Marx. La Bibliothèque du Consistoire de Strasbourg porte le nom de Bibliothèque Victor Marx, au 1 rue rené Hirschler 67000 Strasbourg.